# Carlos Pena, Jr.
Carlos Roberto PenaVega (nacido Carlos Roberto Pena, Jr.; Columbia, Misuri, 15 de agosto de 1989) es un actor, cantante y bailarín estadounidense. Es conocido por interpretar a Carlos García en la serie de televisión Big Time Rush de la cadena infantil Nickelodeon y por integrar la banda homónima.

## Biografía

### Primeros años
Carlos Pena Vega nació en Columbia, Misuri, pero fue criado en Weston, Florida. De ascendencia venezolana por parte de su padre y ascendencia dominicana por parte de su madre. Domina el inglés y el español a la perfección. Asistió a la escuela Sagemont Upper School. En su niñez participó en producciones teatrales como Grease y El hombre de La Mancha. Posteriormente ingresó a la escuela American Heritage School, donde participó en la obra de teatro Titanic, la cual le inspiró a estudiar una carrera teatral y le permitió descubrir su pasión por el canto y el baile.

### Carrera
Su primera intervención en la televisión fue a los quince años como artista invitado en la serie ER. A esta participación le siguieron otros papeles como artista invitado en las series de televisión Judging Amy, Summerland y Manual de supervivencia escolar de Ned. Cuando cursaba la secundaria, participó en comerciales de televisión de una pistola de agua perteneciente a la marca de juguetes infantiles Super Soaker, e incluso su imagen apareció en el envoltorio del juguete.
Años después, mientras estudiaba teatro musical en el Boston Conservatory, su mánager le alentó a que participase en la audición para la serie Big Time Rush. A pesar de que estaba reacio a participar en la audición porque quería dedicarse a estudiar, envió su vídeo y ganó el papel un mes después. Pena se trasladó a Hollywood en 2009.
Nickelodeon confirmó que Pena sería el conductor del nuevo gameshow del canal llamado WebHeads que tuvo un total de 40 episodios y fue estrenado en verano de 2014.

#### Big Time Rush
Big Time Rush es una banda musical de pop masculina. La banda se formó en 2009 y sus integrantes son Kendall Schmidt, James Maslow, Carlos Pena Jr. y Logan Henderson, todos vocalistas. La banda publicó tres álbumes: BTR, Elevate,24/Seven y Another Life Carlos Pena estuvo en la película Big Time Movie basada en la serie.
También tiene una canción con Evan Craft (Principio Y Fin) y tiene su propio tema lanzado en 2014 llamado Eléctrico, escrito por el cantante Luis Fonsi.

## Vida personal
Pena actualmente reside en Hawái. 
Entre 2009 y 2011, mantuvo una relación con la también actriz Samantha Droke.
El 11 de septiembre de 2013 se comprometió con la actriz Alexa Vega, de quien era pareja desde 2012. El 4 de enero de 2014 contrajeron matrimonio. La boda se llevó a cabo en las playas de Puerto Vallarta en México.
El 16 de junio de 2016, Pena anunció en su cuenta de Instagram que su esposa estaba embarazada de su primer hijo. Su hijo, Ocean King, nació el 7 de diciembre de 2016. El 30 de julio del 2019, nació su segundo hijo junto a Alexa, al que llamaron Kingston. El 24 de diciembre del 2020 confirmó que iba a ser padre por tercera vez. El 7 de mayo de 2021 nació su hija, Rio Rey Pena Vega. El 17 de noviembre del 2023 anunció que sería padre por cuarta vez junto a su esposa. Sin embargo, su hijo nació muerto.

## Filmografía
| Películas y series de televisión | Películas y series de televisión       | Películas y series de televisión | Películas y series de televisión                                      |
| Año                              | Título                                 | Papel                            | Notas                                                                 |
| -------------------------------- | -------------------------------------- | -------------------------------- | --------------------------------------------------------------------- |
| 2004                             | ER                                     | Arlo Escobar                     | Serie de televisión                                                   |
| 2004-2005                        | Manual de supervivencia escolar de Ned | Abeja asesina                    | Serie de televisión de Nickelodeon                                    |
| 2005                             | Judging Amy                            | Diego Valdesera                  | Serie de televisión                                                   |
| 2005                             | Summerland                             | Estudiante                       | Serie de televisión                                                   |
| 2007                             | Making Menudo                          | Cameo                            | Reality Show                                                          |
| 2009-2013                        | Big Time Rush                          | Carlos García                    | Personaje principal, serie de TV Nickelodeon                          |
| 2010                             | 7 Secretos con Big Time Rush           | Él mismo                         | Especial de televisión Nickelodeon                                    |
| 2011                             | 2011 Kids' Choice Awards               | Él mismo                         | Especial de televisión Nickelodeon                                    |
| 2011                             | BrainSurge                             | Él mismo                         | Programa de concursos Nickelodeon                                     |
| 2011                             | Little Birds                           | Louis                            | Película independiente                                                |
| 2012                             | Big Time Movie                         | Carlos García                    | Película de televisión Nickelodeon                                    |
| 2012                             | The Ellen DeGeneres Show               | Él mismo                         | Programa de televisión, invitado especial                             |
| 2012                             | How to Rock                            | Él mismo                         | Invitado especial: un episodio. Programa de televisión de Nickelodeon |
| 2012                             | Figure It Out                          | Él mismo                         | Programa de concursos Nickelodeon                                     |
| 2013                             | Marvin Marvin                          | Él mismo                         | Estrella invitada, un episodio, serie de televisión de Nickelodeon    |
| 2013                             | Los pingüinos de Madagascar            | Carlos el Castor                 | Programa de televisión Nickelodeon                                    |
| 2014                             | Code Academy                           | Marcos                           | Protagonista, película                                                |
| 2014                             | WebHeads                               | Él mismo                         | Conductor de programa de concursos, Nickelodeon                       |
| 2015                             | Spare Parts                            | Oscar Vasquez                    | Protagonista, Película para cines                                     |
| 2015                             | Dancing with the Stars                 | Él mismo                         | Participante de la temporada 21, junto a Witney Carson                |
| 2016                             | Grease: Live                           | Kenickie                         | personaje principal, película de TV FOX                               |
| 2016-2023                        | The Loud House                         | Bobby Santiago (voz)             | personaje secundario                                                  |
| 2019-2022                        | The Casagrandes                        | Bobby Santiago (voz)             | personaje principal                                                   |
| 2021                             | The Loud House: la película            | Bobby Santiago (voz)             | personaje secundario                                                  |
| 2018                             | Life Sentence                          | Diego Rojas                      | personaje principal, serie de TV The CW                               |
| 2018                             | Love at Sea                            | Tony Rieves                      | Protagonista, película de TV Hallmark Channel                         |
| 2018                             | Sleep Away                             | Joaquin                          | personaje principal, película                                         |
| 2018                             | A Midnight Kiss                        | David Campos                     | Protagonista, película de TV Hallmark Channel                         |
| 2019                             | Trouble                                | Tippy                            | Elenco principal, película animada (papel de Voz)                     |
| 2019                             | The Power Couple                       | Vince Powers                     | Protagonista, miniserie de TV (6 episodios)                           |
| 2019-2020                        | Picture Perfect Mysteries              | Sam Acosta                       | Elenco principal, miniserie de TV (3 episodios)                       |
| 2020                             | Mighty Oak                             | Pedro                            | Elenco principal, película                                            |
| 2020                             | Motherhood Unstressed                  | Él mismo                         | Invitado 1 episodio, serie de TV                                      |
| 2021                             | The Loud House Movie                   | Bobby Santiago                   | Elenco principal, Película de TV Netflix                              |
| 2022                             | Love in the Limelight                  | Nick Mendez                      | Protagonista, película de TV Hallmark Channel                         |
| 2023                             | Never Too Late to Celebrate            | Javi                             | Protagonista, película de TV Hallmark Channel                         |

## Discografía

### Sencillos
| "Electrico"                                                                 | 2014 | 17 | Sin álbum |
| "Bésame" (con Maffio)                                                       | 2017 | —  | Sin álbum |
| "—" denota que el sencillo no se lanzó o no se posicionó en ese territorio. |      |    |           |

### Otras Apariciones
| Título             | Año  | Otros artistas    | Álbum           |
| ------------------ | ---- | ----------------- | --------------- |
| "Principio Y Fin"  | 2015 | Evan Craft        | Principio Y Fin |
| "Summer Nights"    | 2016 | Grease: Live Cast | Grease: Live    |
| "We Go Together"   | 2016 | Grease: Live Cast | Grease: Live    |
| "Greased Lightnin" | 2016 | Aaron Tveit       | Grease: Live    |